# ノヂシャ
ノヂシャ（野萵苣、学名: Valerianella locusta）は、スイカズラ科ノヂシャ属の1年草〜2年草。おもにサラダ用として生食する。
チシャ（キク科）とは近縁ではない。

## 形態・生態
一年生から二年生の草本。全体に軟らかく、茎は高さは10 - 35センチメートル (cm) ほどになる。茎が何度も二股に分れて細く伸びるのが特徴。茎には稜があり、稜上に下向きの毛が生える。分岐のすぐ下に長さ1 - 5 cmの葉が対生する。下の方の葉は柄があるが、中部以上の葉は無柄になる。
花期は春。花は淡い青紫色で、径1.5 cm、枝の先にかたまって咲く。それぞれの花には楕円形の苞葉がつく。花冠は短い筒型で先が5裂し、雄蕊は3個で葯は白色、雌蕊は1個つき白色で先が3裂する。子房下位、その上に微小な突起状の萼が癒着する。
果実は扁平で長さ2 - 4ミリメートル (mm) 、3室あるうちの1室のみ、種子1個が成熟する。

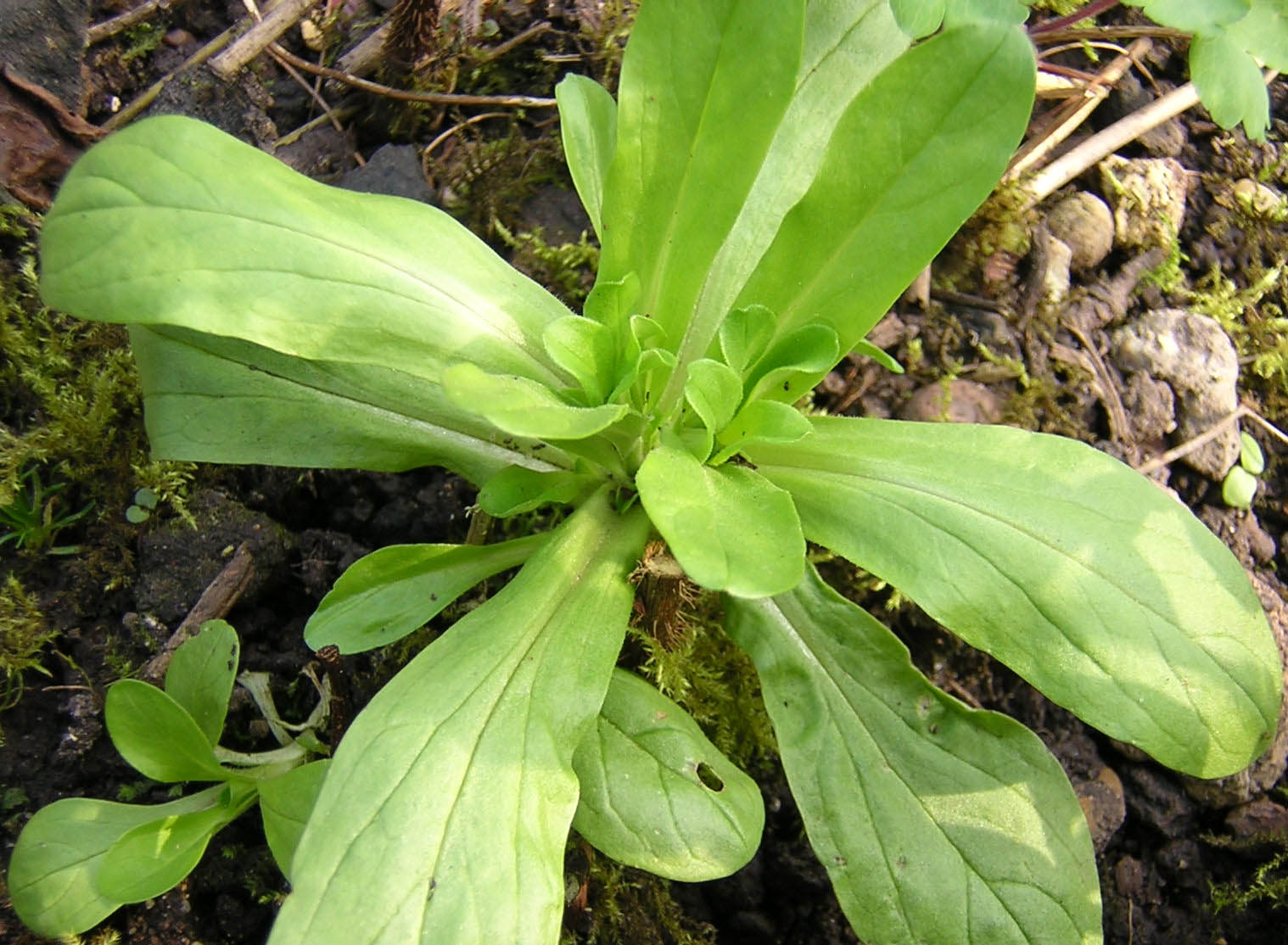
若葉。この状態が食用となる。
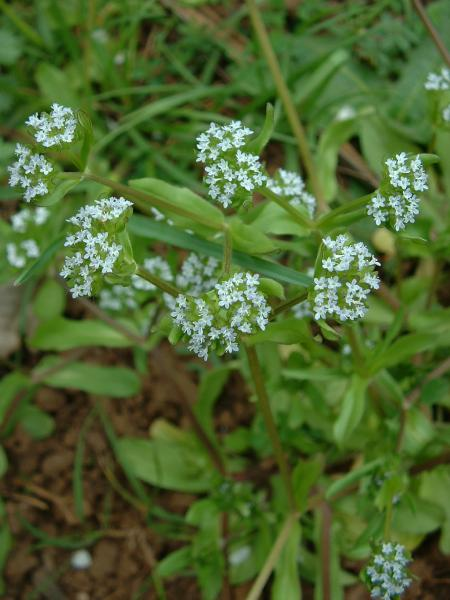
花

## 分布
ヨーロッパ原産で、日本と北アメリカでは帰化植物。ヨーロッパではサラダ用に栽培される。
日本では1886年（明治19年）に東京で初めて報告された。現在は日本全国に広がっているが、あまり数は多くない。北アメリカでは北はカナダ南部から南はアメリカ合衆国のテネシー州・ノースカロライナ州までで、かつミシシッピ川より東に分布する。

## 人間との関わり
欧米では若葉を食用としている。英語で、子羊が好むことからラムズレタス (lamb's lettuce)、また小麦畑に野生でよく生えることからコーンサラダ (corn salad) ともよばれる（コーン corn は小麦・大麦など穀物の意味がある）。フランス語では一般的にマーシュ (mâche) として知られるが、ローヌ＝アルプ地域圏やスイスのフランス語圏（スイス・ロマンド）ではランポン（rampon）とも呼ばれる。旬は秋から冬にかけてで、季節の味覚としてサラダや肉料理の付け合わせに供される。クセがなくて食べやすく、生のままサラダやサンドイッチに入れたりするほか、スープや炒め物に使われる。栄養素として、β-カロテンやビタミンCなどが含まれる。

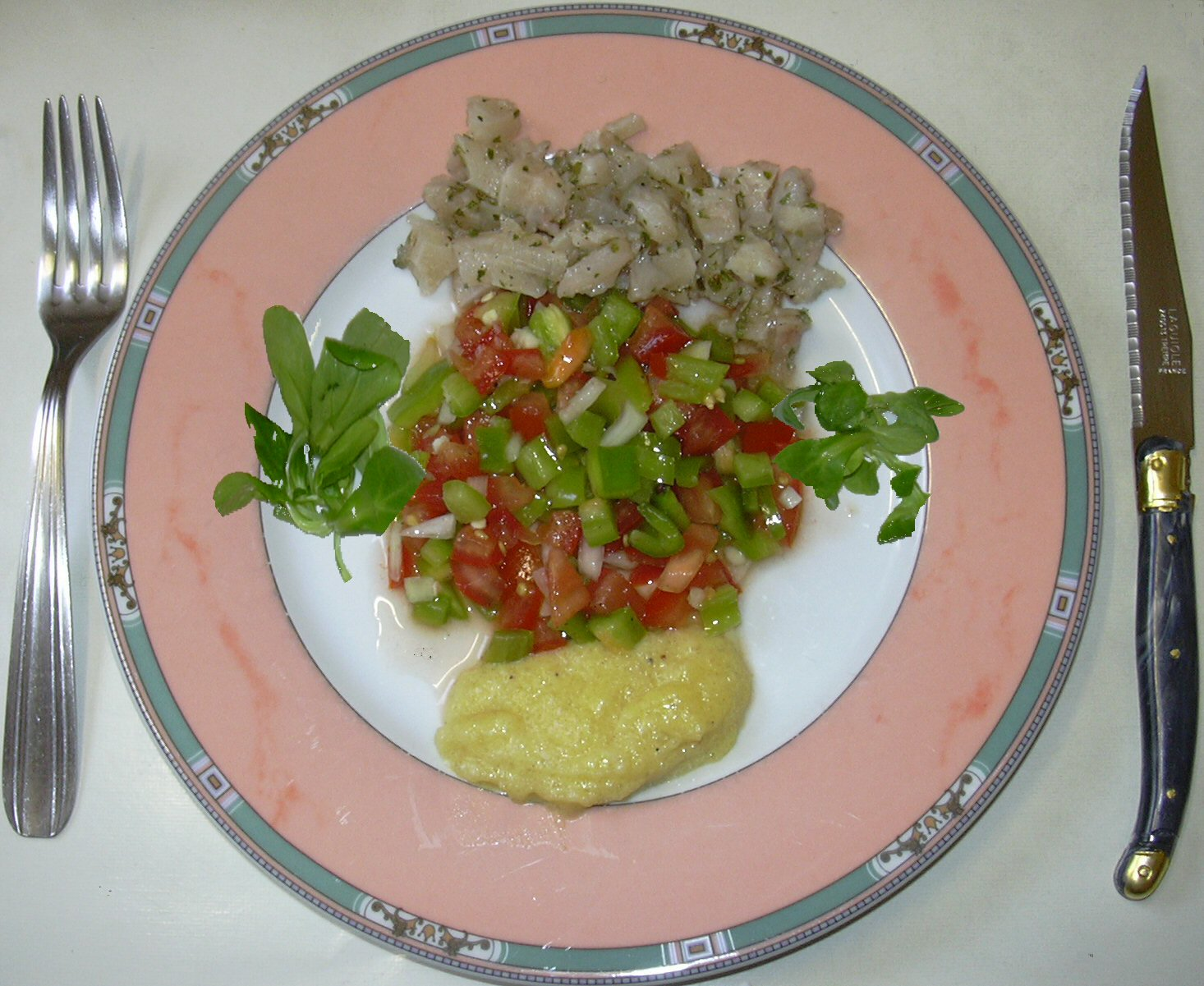
ラムズレタスの若葉は、料理の飾りとしてよく使われる。

## ノヂシャ属
ノヂシャ属（ノヂシャぞく、学名: Valerianella）は、スイカズラ科の属の一つ。
- Valerianella affinis

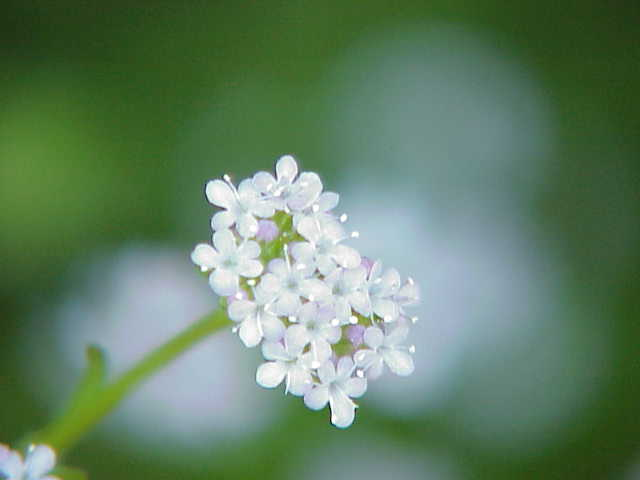
モモイロノヂシャ（スペイン語版） Valerianella coronata
- ノヂシャ Valerianella locusta
- Valerianella nuttallii
- シロノヂシャ Valerianella radiata

- モモイロノヂシャ（スペイン語版）